# 學校法人慶應義塾

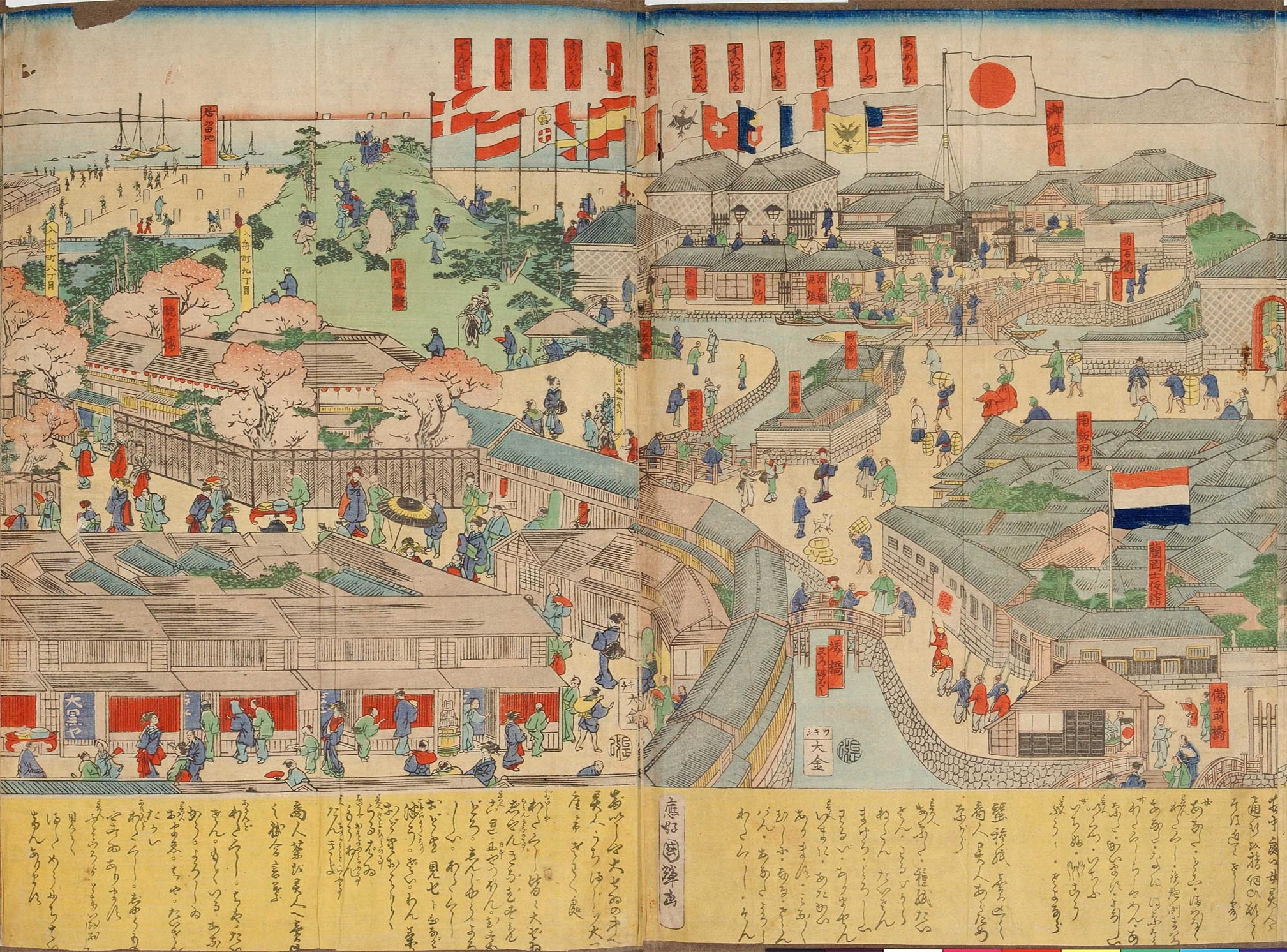
1862年位於江戸築地鐵炮洲中津藩中屋敷内的蘭学塾。

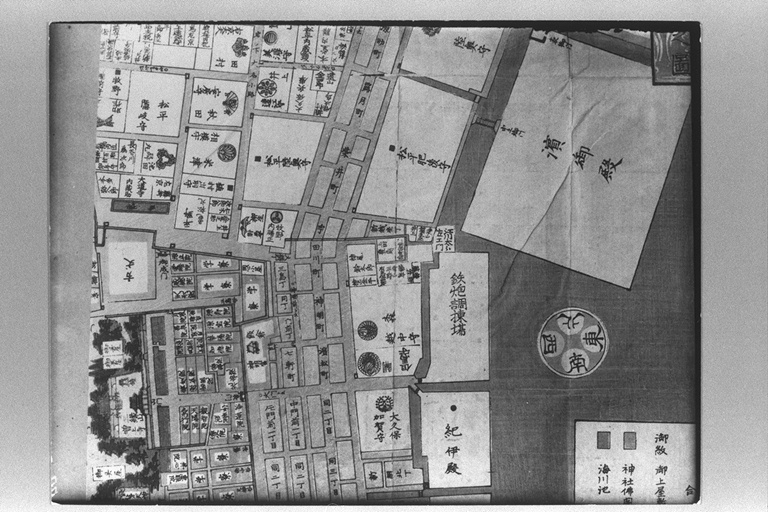
蘭学塾所在區域的平面分佈圖。
-----
尾張屋清七版芝愛宕下繪製

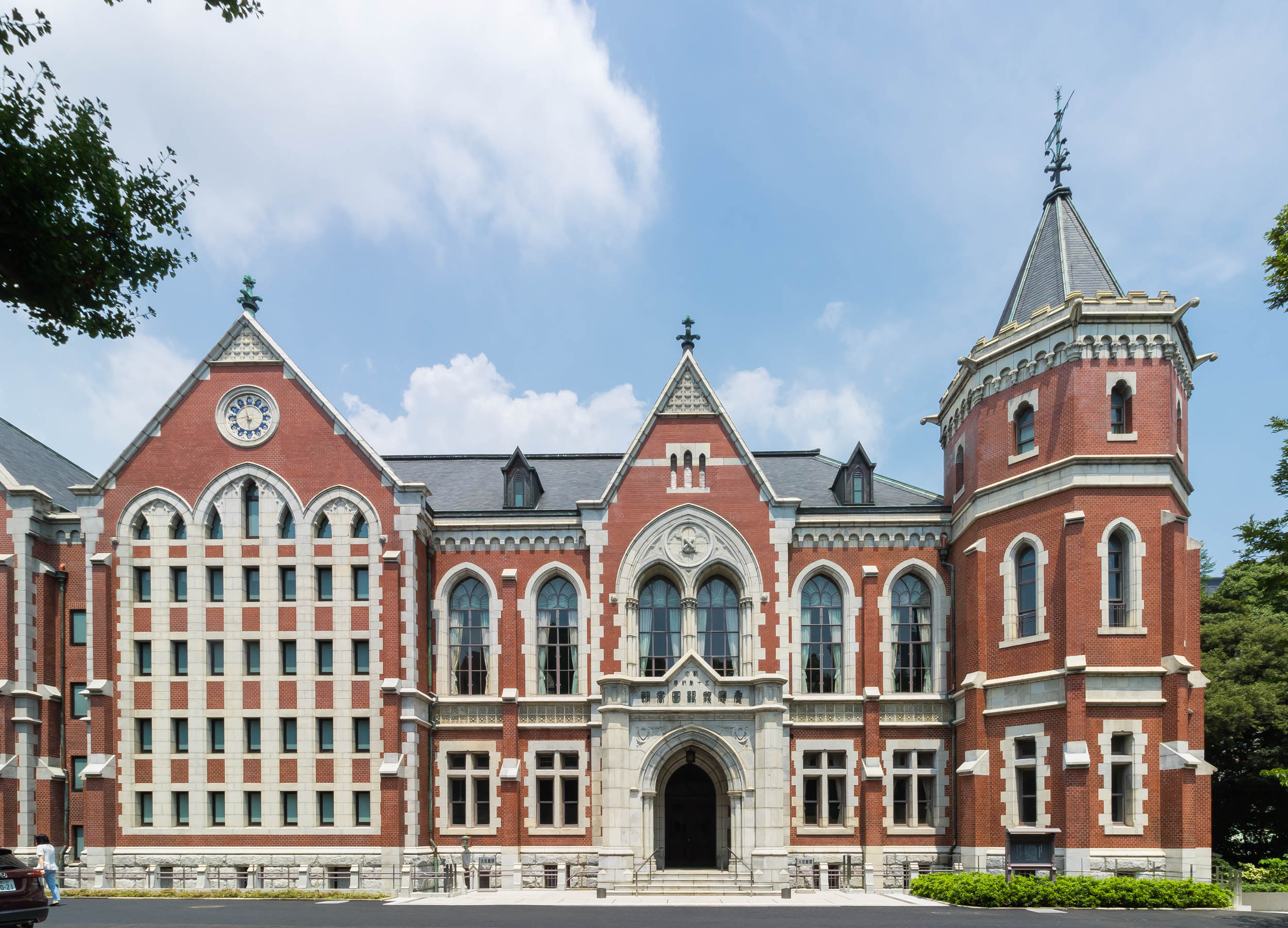
慶應義塾圖書館舊館

学校法人慶應義塾是日本的一所學校法人機構。其前身是由福澤諭吉在1858年于中津藩（今日本大分縣）所創立的蘭學塾。

## 下屬學校

### 大学
- 慶應義塾大学

### 完全中學
- 慶應義塾湘南藤澤中等部・高等部（日语：慶應義塾湘南藤沢中等部・高等部）（神奈川縣藤澤市） - 男女共学、中高一貫校

### 高中
- 慶應義塾高等學校（神奈川縣横浜市） - 男校
- 慶應義塾女子高等學校（日语：慶應義塾女子高等学校）（東京都港区） - 女校
- 慶應義塾志木高等學校（日语：慶應義塾志木高等学校）（埼玉縣志木市） - 男校
- 慶應義塾紐約學院（英语：Keio Academy of New York）（紐約州威斯特徹斯特郡） - 男女共学

### 中学
- 慶應義塾普通部（日语：慶應義塾普通部）（神奈川縣横濱市） - 男子校
- 慶應義塾中等部（日语：慶應義塾中等部）（東京都港区） - 男女共学

### 小学
- 慶應義塾幼稚舍（日语：慶應義塾幼稚舎）（東京都渋谷区） - 男女共学
- 慶應義塾横濱初等部（日语：慶應義塾横浜初等部）（神奈川県横浜市） - 2013年（平成25年）開校[1]、男女共学

### 其他学校
- 慶應義塾外國語學校（日语：慶應義塾外国語学校）（東京都港区）

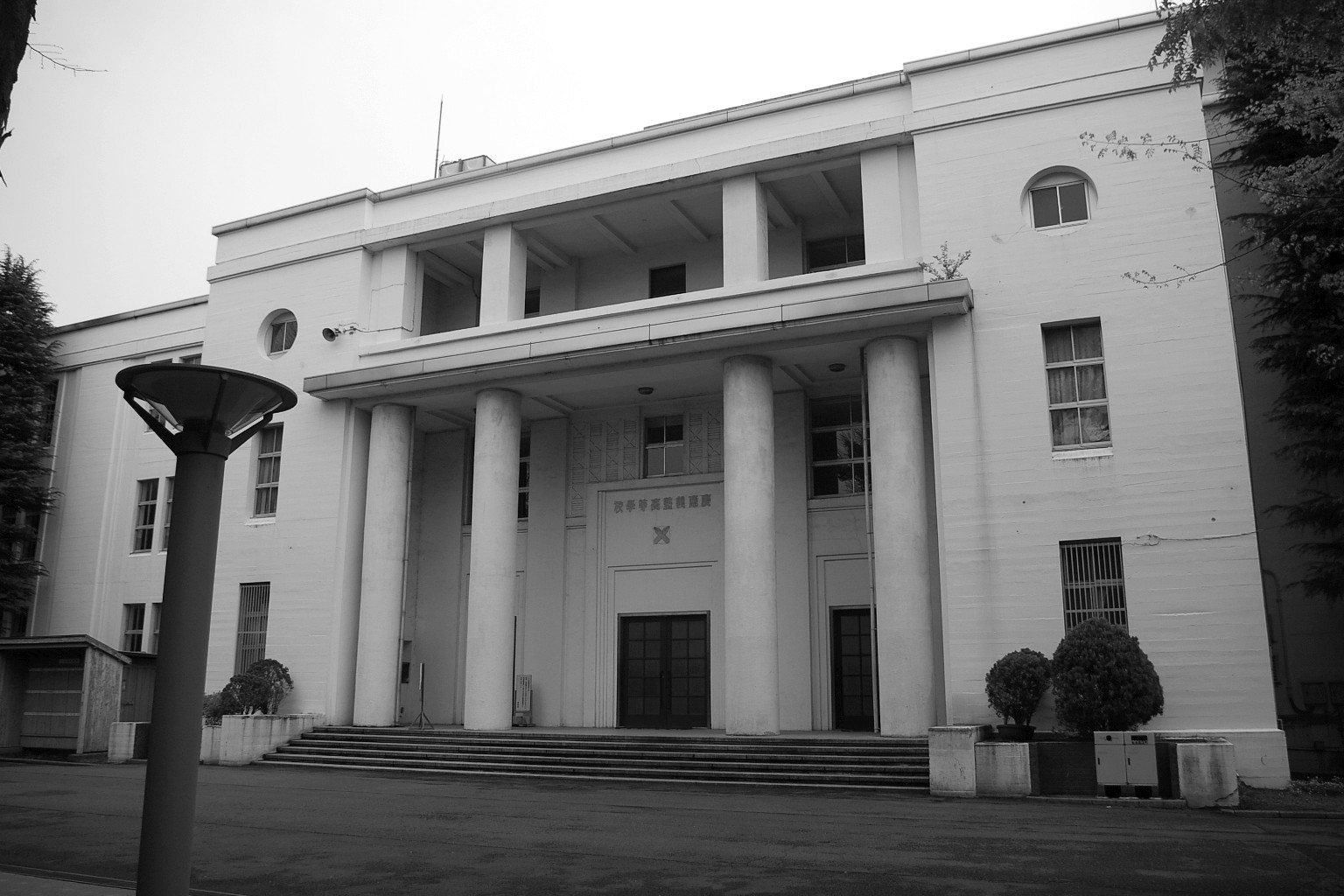
慶應義塾高等学校
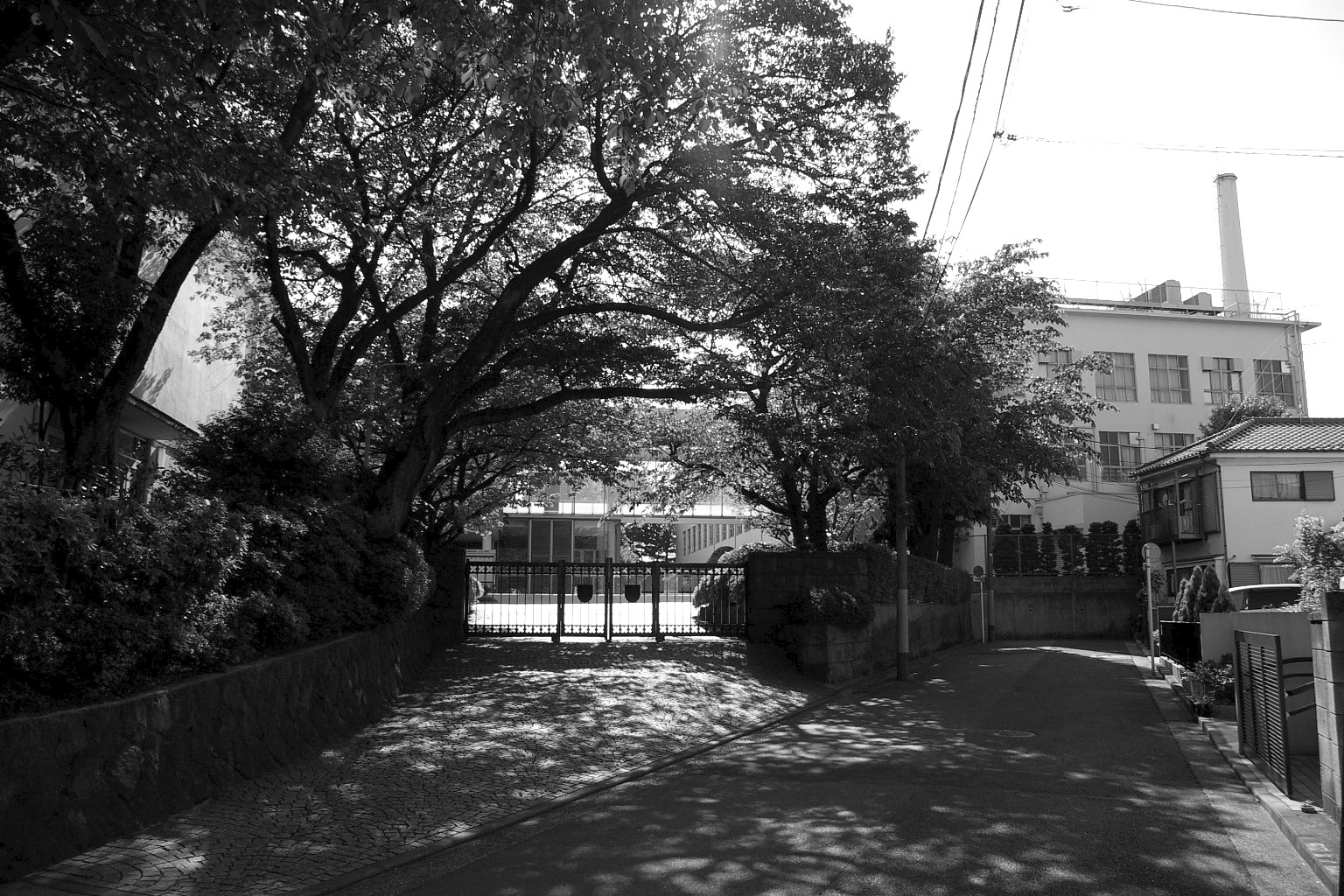
慶應義塾普通部
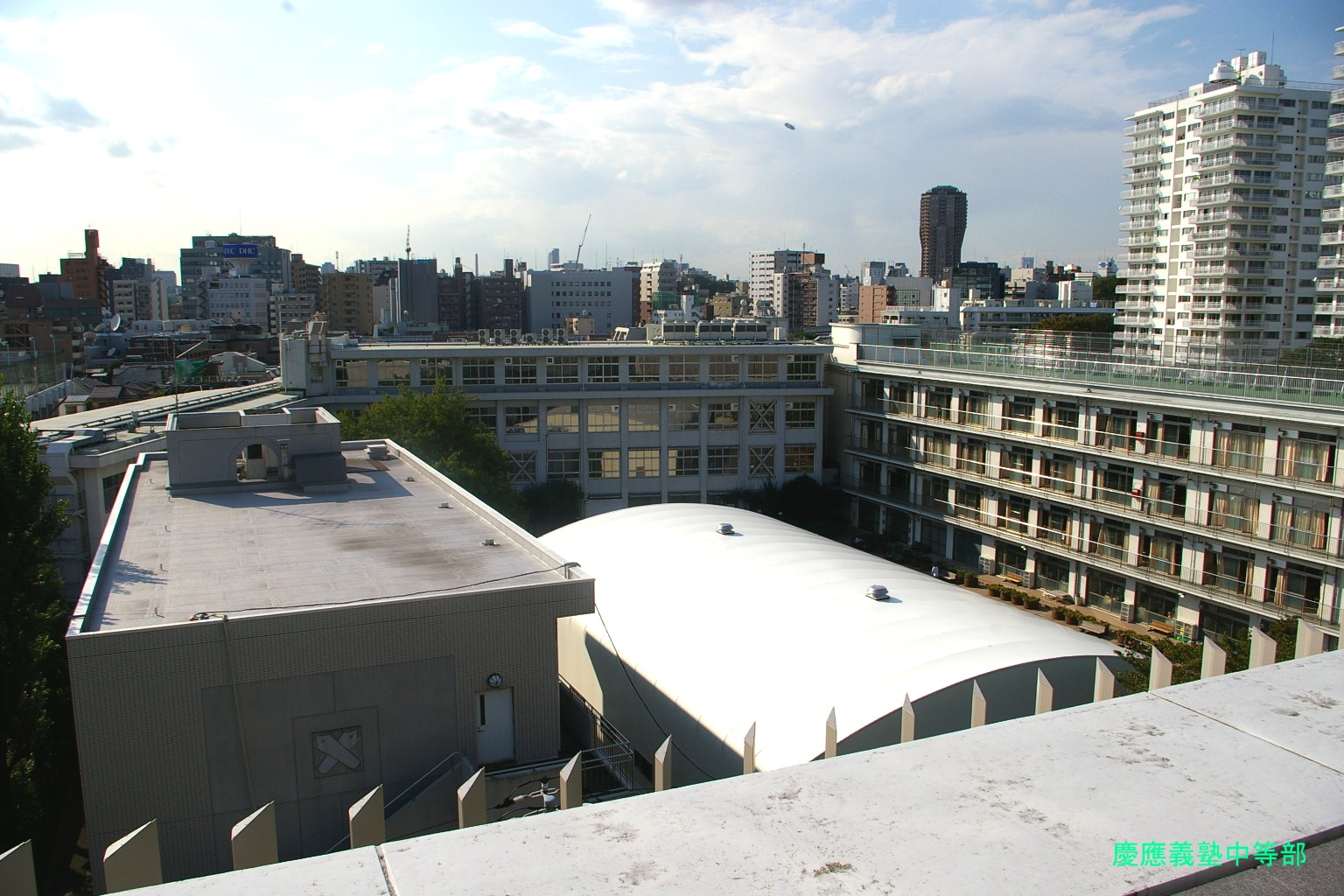
慶應義塾中等部

## 歷代塾長列表
下表為1881年塾長一職制度化後的歴代塾長一覧。慶應義塾規約中訂明塾長同時出任「学校法人慶應義塾」的理事長及「慶應義塾大学」的校長。
| 氏名       | 就任時期       | 略歴                         |
| ---------- | -------------- | ---------------------------- |
| 浜野定四郎 | 1881年− 1887年 | -                            |
| 小泉信吉   | 1887年− 1890年 | 横浜正金銀行支配人           |
| 小幡篤次郎 | 1890年− 1897年 | 英学学者                     |
| 鎌田栄吉   | 1898年− 1922年 | -                            |
| 福澤一太郎 | 1922年− 1923年 | 福澤諭吉長男                 |
| 林毅陸     | 1923年− 1933年 | -                            |
| 小泉信三   | 1933年− 1946年 | 經濟学者                     |
| 高橋誠一郎 | 1946年− 1947年 | 原・經濟学部長               |
| 潮田江次   | 1947年− 1956年 | 原・法学部長、福澤諭吉之孫   |
| 奥井復太郎 | 1956年− 1960年 | 原・經濟学部長、都市社会学者 |
| 高村象平   | 1960年− 1965年 | 原・經濟学部長               |
| 永澤邦夫   | 1965年− 1969年 | 原・法学部長                 |
| 佐藤朔     | 1969年− 1973年 | 原・文学部長                 |
| 久野洋     | 1973年− 1977年 | 原・工学部長                 |
| 石川忠雄   | 1977年− 1993年 | 原・法学部長                 |
| 鳥居泰彥   | 1993年− 2001年 | 原・經濟学部長               |
| 安西祐一郎 | 2001年− 2009年 | 原・理工学部長               |
| 清家篤     | 2009年−        | 原・商学部長                 |

## 外部連結
- 慶應義塾